# الجبهة الشعبية لتحرير إريتريا

علم ج ش ت إ

الجبهة الشعبية لتحرير إريتريا (الجبهة الشعبية)(التغرينية: ህዝባዊ ግንባር، ህግ) تنظيم مسلح حارب من أجل استقلال إريتريا عن أثيوبيا. ظهرت في عام 1970 كجماعة يسارية انشقت عن جبهة التحرير الأريترية. وبعد تحقيق استقلال إريتريا في عام 1994، تحويلت إلى الجبهة الشعبية للديمقراطية والعدالة (PFDJ)، التي هي بمثابة تنظيم إريتريا السياسي الوحيد القانوني.

## خلفية
شكلت النساء 30% من عدد المقاتلين في صفوف الجبهة الشعبية مما جعلها حركة مساواة . وكان نفوذها في المجتمع الإريتري كبير جدا لدرجة الأبوية والمحافظة.
تصارعت الجبهة الشعبية وجبهة التحرير لأول مرة خلال الحرب الأهلية الإريترية في وقت مبكر . وفي بداية الثمانينيات من القرن الماضي أدت الصراعات المسلحة بين الجبهة الشعبية وجبهة التحرير لهذا الأخير الي التهميش ودفعت به إلى السودان المجاورة. ومن بعده ظلت الجبهة الشعبية القوة المناضلة الوحيدة ذات الجدارة لمقاومة الاحتلال الإثيوبي في إريتريا.
الجبهة الشعبية القت القبض على العديد من الجنود الإثيوبيين خلال حرب الاستقلال وأبقتهم في مخيمات أسرى الحرب، عكس المعاملة التي كانت يجدونها الاسري من جنود الجبهة الشعبية نظرا لأخلاقيات الإنسانية التي تتسم بها الجبهة الشعبية فوجد اسري الجنود الإثيوبيين معاملة حسنة . [1]
خلال سنوات نضالها الطويلة شيدت الجبهة الشعبية مستشفيات تحت الأرض. أجريت العمليات الجراحية وفي هذه المستشفيات وكذلك إنتاج الأدوية المختلفة. الجبهة شيدت أيضا المدارس في المناطق المحررة. في عام 1988، بدأت الجبهة الشعبية الهجوم من محافظة شمال الساحل نحو الجنوب. وبرزت الجبهة الشعبية كقوة مهيمنة واستمرت النضال من أجل الاستقلال. في عام 1991 نجحت الجبهة الشعبية لتحرير إريتريا يوم 24 مايو، 1991.
1. ↑  "معلومات عن الجبهة الشعبية لتحرير إريتريا على موقع catalogue.bnf.fr". catalogue.bnf.fr. مؤرشف من الأصل في 2019-05-21.
2. ↑  "معلومات عن الجبهة الشعبية لتحرير إريتريا على موقع idref.fr". idref.fr. مؤرشف من الأصل في 2015-11-19.
3. ↑  "معلومات عن الجبهة الشعبية لتحرير إريتريا على موقع britannica.com". britannica.com. مؤرشف من الأصل في 2019-04-26.

## معارك
عدي يعقوب - امبا درهو الأمامي (الجبهة الشمالية)، عدي هوشة -جبهة سلاع داعرو (جبهة الجنوب)، وتراجع العسكري (التدخل السوفييتي)، عيلابرعِد، مصوع I (سالينا حقول الملح) 1977، نافكا، افعبت، مصوع الثاني 1990، جبهة قِندع، جبهة دغيمحاري

## إدارة
عقد المؤتمر الأول للالجبهة الشعبية في يناير كانون الثاني عام 1977 وتم وضع سياسات الجبهة كمنظمة جديدة رسميا. في هذه الجلسة الأولى التي يتم فيها انتخاب الأمين العام والأمين العام المساعد واعتمدت برنامج. هذا البرنامج يستهدف على وجه التحديد تحرير حقوق المرأة وكذلك سياسة واسعة التعليمية للحفاظ على كل لغة وتحسين محو الأمية. كان من المقرر أيضا إلى أن يقوم حدود دولة إريتريا المحررة على المعاهدات الاستعمارية لإيطاليا.
سعيد محمد أوغبا أبرهة، علي سعيد عبد الله، وأفرام Sebhat، Woldetinsae هايلي، سليمان بيتروس، Bareh، مسفين هاغوس فان الأمين محمد سعيد الجلوس: أعضاء اللجنة التنفيذية الدائمة لل1977-1987 الجبهة الشعبية برهاني Gherezgiher، إبراهيم افا، Romedan محمد نور، اسياس أفورقي، محمود Shrifo
المؤتمر الثاني في عام 1987 جمعت بين الجبهة الشعبية وجبهة التحرير الإريترية / القيادة المركزية (كما يشار إليها أحيانا باسم القيادة المركزية، CC) في ما كان يسمى مؤتمر الوحدة. [2] وكان هذا تتويجا لمفاوضات على مدى ثلاث سنوات التي كان جمعت قوات القتال 2 في أكتوبر 1986 تحت قيادة موحدة. [2] وفي هذا المؤتمر، استبدال أسياس أفورقي الأمين العام رمضان نور. في وقت لاحق، تخلت الحركة أكثر من ايديولوجيتها سابقا الماركسية اللينينية، [3] [4] لصالح مفهوم اليسارية الثورية الخاصة واتباع نهج أكثر شمولا وواقعية لتوحيد جميع القوميين الإريترية. [5]
عقد المؤتمر الثالث والأخير من الجبهة الشعبية في عام 1994 في أسمرة. من المهم كما حولت الجبهة من تنظيم عسكري إلى حركة سياسية بحتة. في هذا المؤتمر، تم تغيير اسم المنظمة للجبهة الشعبية للديمقراطية والعدالة (PFDJ).